# Ethogram
Een ethogram is een lijst van alle gedragingen die een dier kan vertonen. Het wordt gebruikt in de ethologie. De gedragingen in een ethogram worden gewoonlijk zodanig gedefinieerd dat ze niet overlappen en objectief zijn, waarbij men namen vermijdt die subjectief zijn of een functie impliceren.
Bijvoorbeeld, een soort kan gedrag vertonen dat erop lijkt alsof het dier een ander dier bedreigt. Dit wordt in het ethogram een beschrijvende naam gegeven, zoals "kop voorwaarts". Deze objectiviteit is nodig omdat wat er, bijvoorbeeld, als baltsgedrag uitziet in werkelijkheid een heel ander functie kan hebben. Bovendien hebben vergelijkbare motorische patronen in verschillende soorten vaak heel verschillende functies. Ethogrammen worden vaak hiërarchisch gepresenteerd. De gedefinieerde gedragingen worden in bredere gedragscategorieën samengevat en deze hebben vaak een functionele interpretatie, zodat "kop voorwaarts" onder "agressie" geclassificeerd kan worden.